# Wilhelm Gentsch
Wilhelm Christoph Emil Gentsch (* 9. April 1865 in Sankt Petersburg; † nach 1949) war ein deutscher Ingenieur.

## Leben
Wilhelm Gentsch studierte Ingenieurwissenschaften an der Technischen Hochschule Berlin, wo er Mitglied des Corps Pomerania-Silesia wurde. Nach dem Studium trat er als Ingenieur in den Dienst des Kaiserlichen Patentamts ein, wo er zum Regierungsrat und Oberregierungsrat befördert wurde und zum Mitglied des Patentamts aufstieg. Gentsch war der Verfasser zahlreicher technischer Schriften und schrieb einige Übersichtswerke zu technischen Spezialgebieten. Sein Buch Dampfturbinen galt als das patenttechnische Standardwerk für Dampfturbineningenieure. Er gehörte der Reichskommission für die Weltausstellung Paris 1900 an. Er war Schriftleiter der Zeitschrift Brennstoff und Wärmewirtschaft, Mitteilungen der Brennkrafttechnischen Gesellschaft e.V. Berlin.
Gentsch war Mitglied der Berliner Freimaurerloge Zum flammenden Stern. Er gehörte auch dem Verein Deutscher Ingenieure (VDI) und dem Berliner Bezirksverein des VDI an.
Am 15. Oktober 1890 heiratete er in Charlottenburg Klara Anna Sophia Kirschner.

## Auszeichnungen
- Ernennung zum Geheimen Regierungsrat
- Verleihung des Ritterkreuzes des Ordens der Krone von Italien, 1907[7]
- Verleihung des Roten Adlerordens 4. Klasse, 1908[8]

## Schriften
- Unterwasserfahrzeuge – eine Studie auf dunklem Gebiete, 1895
- Gasglühlicht – Dessen Geschichte, Wesen und Wirkung, 1895
- The incandescent gas light: its history, character and operation. Composition for the inventor, the manufacturer and the consumer., 1896
- Die Petroleumlampe und ihre Bestandteile – Die Entwicklung der Petroleumlampe in den letzten Jahren, 1896
- Sicherheits- und Rettungswesen auf See, 1897
- Die Weltausstellung in Paris 1900, 1901
- Dampfturbinen – Entwicklung, Systeme, Bau und Verwendung, 1905
- Steam Turbines – Their Development, Styles of Build, Construction and Uses, 1906
- Drehkolben-Kraftmaschinen, 1906
- Internationale Ausstellung Mailand 1906, amtlicher Bericht, 1908
- Regelung, Umsteuerung und Sicherung der Dampfturbinen für ortsfeste Betriebe, Land- und Wasserfahrzeuge, 1908
- Untersuchungen über die Gas- und Öl - Gleichdruckturbine, 1924
- Die Arbeit an der Gas- und Ölturbine, 1924